# Daphnella aspersa
Daphnella aspersa é uma espécie de gastrópode do gênero Daphnella, pertencente à família Raphitomidae.